# Daphnis kitchingi
Daphnis kitchingi is een vlinder uit de familie pijlstaarten (Sphingidae). De wetenschappelijke naam van de soort is voor het eerst geldig gepubliceerd in 2011 door Jean Haxaire & Tomáš Melichar.

## Type
- holotype: "male. 26-27.XII.2001. leg. V. Dolin. Barcode = BC-MEL no. 1691"
- instituut: SMCR, Tsjechië
- typelocatie: "Madagascar, env. Ardasibe, Perinet National Park, 4 km. E of Moramanga"